# Atulaleng
Atulaleng is een bestuurslaag in het regentschap Lembata van de provincie Oost-Nusa Tenggara, Indonesië. Atulaleng telt 607 inwoners (volkstelling 2010).